# Ray Muzyka

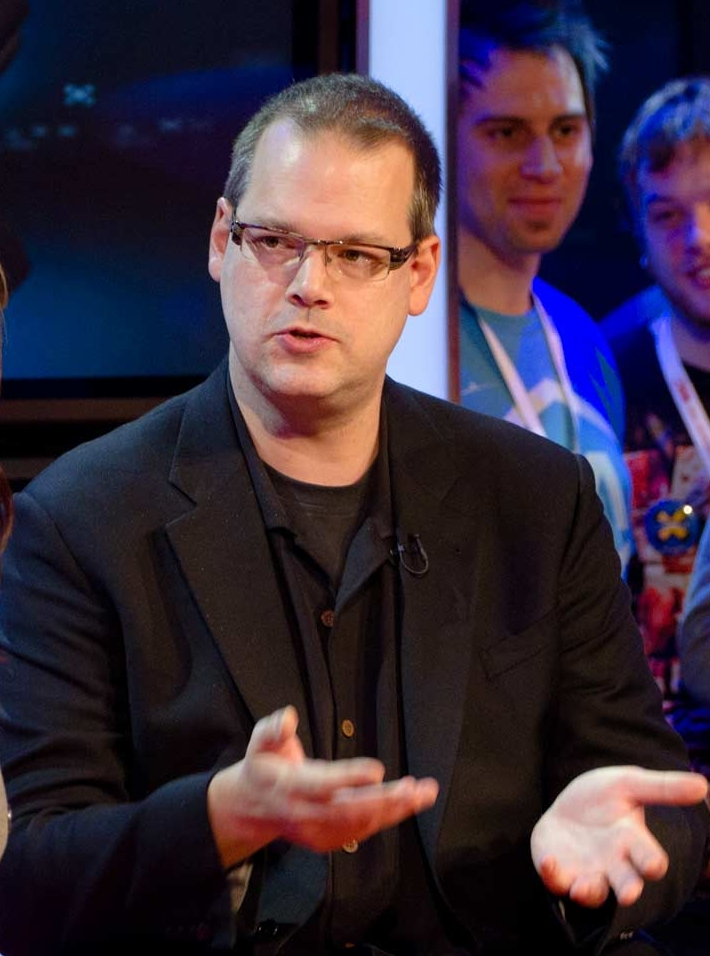
Muzyka während eines Interviews für G4TV auf der E3 2011

Raymond „Ray“ Muzyka (* 1969 in Edmonton) ist ein kanadischer Investor, Unternehmer und Arzt. Er ist Mitbegründer des Spieleentwicklungsunternehmens BioWare, für das er von 1995 bis 2012 als CEO tätig war und in dieser Zeit gemeinsam mit seinem Gründungskollegen Greg Zeschuk maßgeblich prägte. Daneben war er von 2008 Vice President des US-amerikanischen Publishers Electronic Arts und General Manager des BioWare-Labels innerhalb des EA-Konzerns.

## Karriere

### Ausbildung
Muzyka absolvierte ein Medizinstudium an der University of Alberta, das er 1990 mit einem Bachelorabschluss beendete. Dort promovierte er 1992 und erhielt 1994 vom Canadian College of Family Physicians (CCFP) seine Zulassung als Hausarzt. 2001 erlangte er einen Master of Business Administration (MBA) der Ivey School of Business, University of Western Ontario. Muzyka graduierte an der Old Scona Academic High School in Edmonton, wo er ein International Baccalaureate absolvierte.

### Gründung und Leitung von BioWare
1995 gründete Muzyka gemeinsam mit seinen Studienkollegen Greg Zeschuk und Augustine Yip in Edmonton das Softwareentwicklungsunternehmen BioWare. Zu Beginn entwickelte das Unternehmen medizinische Unterrichtssoftware für die University of Alberta, alle Gründer waren zudem nebenher als Ärzte tätig. Das erste Produkt des Unternehmens war das Programm Gastroenterology Patient Simulator, ein Programm um Medizinstudenten die Diagnose und Behandlung von Magen-Darm-Erkrankungen beizubringen. Schließlich wandte sich das Unternehmen der Spieleentwicklung zu und etablierte sich als führender Entwickler für Computer-Rollenspiele. 1997 verließ Yip das Unternehmen und wandte sich wieder der Medizin zu. Unter der Leitung Muzykas und Zeschuks wurde Bioware mehrfach in der Liste der 100 besten Arbeitgeber Kanadas von Mediacorp Canada und Maclean’s gelistet.
Für BioWares Computerspiel-Erstlingswerk Shattered Steel war Muzyka als Autor, für Baldur’s Gate auch als Designer und Produktionsleiter tätig. Gemeinsam mit Zeschuk war Muzyka über die nächsten Jahre Co-Executive Producer für alle BioWare-Spiele, darunter Baldur’s Gate 2, MDK2, MDK2: Armageddon, Neverwinter Nights, Star Wars: Knights of the Old Republic, Jade Empire, Sonic Chronicles: Die Dunkle Bruderschaft und Mass Effect. Zusätzlich zu seinen Entwicklungsaufgaben war Muzyka für die Finanzen, Personalverwaltung, das operative Geschäft, Marketing und die rechtlichen Angelegenheiten von BioWare verantwortlich. Nachdem BioWare 2008 vom US-amerikanischen Publisher Electronic Arts übernommen worden war, wurde Muzyka neben seiner CEO-Position bei BioWare zum General Manager und EA Vice President ernannt, später schließlich zum Senior Vice President befördert und General Manager des zwischenzeitlich stark vergrößerten BioWare-Labels innerhalb des EA-Konzerns.
Bereits vor der Übernahme durch EA gründete BioWare 2006 ein Zweigstudio in Austin für die Entwicklung des MMORPG Star Wars: The Old Republic. Unter EA folgten bis 2011 weitere Niederlassungen in Montreal (2009) und Galway (Irland, 2009). Zusätzlich wurden BioWare die zu EA gehörenden Entwicklerstudios Mythic Entertainment (2009), Victory Games (2011, als BioWare Victory), EA2D (2011, als BioWare San Francisco), Klicknation (2011, als BioWare Sacramento) und zwei Marketing-Teams in der EA-Zentrale Redwood Shores und Europa unterstellt, die Muzyka als Group General Manager beaufsichtigte.
2012 kündigte Muzyka im offiziellen Blog des Unternehmens an, sich ebenso wie sein Partner Zeschuk aus der Spieleindustrie zurückziehen und zukünftig als Mentor und Investor Unternehmen der Bereiche Technologie, New Media oder Soziales und ethische Investments unterstützen zu wollen. Kurz nach seinem Ausscheiden wurde die BioWare-Gruppe von Eigner EA durch interne Neuorganisation sukzessive wieder auf die drei Studios Edmonton, Austin und Montreal reduziert.

### Nebentätigkeiten
Muzyka war von 2001 bis 2008 Aufsichtsratsmitglied der Academy of Interactive Arts & Sciences und bekleidete einen Posten als Director und Co-Chairman von CodeBaby, einem Softwareunternehmen mit Schwerpunkt auf Next-Generation-Benutzeroberflächen für digitale Medien und das Internet. Muzyka trat im September 2012 der Stiftung des Stollery Children’s Hospital als sogenannter Volunteer Director des Unterstützerbeirats. Muzyka ist ein aktives Mitglied der Young Presidents' Organization (YPO), einem weltweiten Netzwerk für Unternehmensleiter, und war 2012 ein Gründungsmitglied von A100, einem Technologie-Netzwerk für die kanadische Provinz Alberta. Weiterhin stand Muzyka der 2012 erstmals eröffneten Ausstellung The Art of Video Games an Smithsonian American Art Museum beratend zur Seite.

### Erfolge als Pokerspieler
Als passionierter Pokerspieler und Teilnehmer an der World Series of Poker (WSOP) in Las Vegas und ähnlichen Veranstaltungen, gewann Muzyka 2006 das erste DICE-Pokerturnier, an dem auch zahlreiche bekannte Pokerspieler wie Scott Fischman, Chris Ferguson und Perry Friedman teilnahmen. Im Finale bezwang er Fischman, Friedman und Mike Morhaime von Blizzard Entertainment. Er ist der erste und bislang einzige Spieler, der das DICE-Turnier mit seinem Sieg im Jahr 2010 zum zweiten Mal gewinnen konnte. 2008 nahm er am Main Event der Canadian Poker Tour teil und bezwang im Finalspiel seine vier Gegenspieler, wodurch er den 2008 WCPC-Siegering gewann. 2010 beendete er das WSOP-Main-Event auf Platz 374 von 7319 Spielern. Insgesamt hat sich Muzyka mit Poker bei Live-Turnieren knapp 140.000 US-Dollar erspielt.

## Auszeichnungen
- 1997 „Jungunternehmer des Jahres“ (Alberta) der Business Development Bank of Canada und „Export Development Award“ (Kanada) der Export Development Corporation of Canada (gemeinsam mit Greg Zeschuk und Augustine Yip).[1][4]
- 2001 „Canada's Top 40 under 40“ (gemeinsam mit Greg Zeschuk).[14]
- 2001 „Unternehmer des Jahres“ in der Kategorie Software und Informationsservices des Wirtschaftsprüfungsunternehmens Ernst & Young (gemeinsam mit Greg Zeschuk).[15]
- 2004 Game Developers Choice Awards: IGDA Award for Community Contribution (gemeinsam mit Greg Zeschuk).
- 2011 Aufnahme in die AIAS Hall of Fame der Academy of Interactive Arts & Sciences (gemeinsam mit Greg Zeschuk).[16]
- 2013 Game Developers Choice Awards: Lifetime Achievement Award (gemeinsam mit Greg Zeschuk).[17]

## Ludografie
- Shattered Steel (1996)
- Baldur’s Gate (1998)
  - Baldur’s Gate: Legenden der Schwertküste (1999)
- MDK2 (2000)
- Baldur's Gate 2: Schatten von Amn (2000)
  - Baldur's Gate II: Thron des Bhaal (2001)
- MDK2: Armageddon (2001)
- Neverwinter Nights (2002)
  - Neverwinter Nights: Schatten von Undernzit (Add-on, 2003)
  - Neverwinter Nights: Horden des Unterreichs (Add-on, 2003)
  - Neverwinter Nights: Kingmaker (Add-on, 2005)
- Star Wars: Knights of the Old Republic (2003)
- Jade Empire (2006)
- Mass Effect (2007)
- Sonic Chronicles: The Dark Brotherhood (2008)